# هنري هيو
هنري هيو (بالإنجليزية: Henry Vaughan)‏ هو مهندس معماري أمريكي، ولد في 1845 في تشيشير في المملكة المتحدة، وتوفي في 30 يونيو 1917 في بوسطن في الولايات المتحدة.

## معرض صور

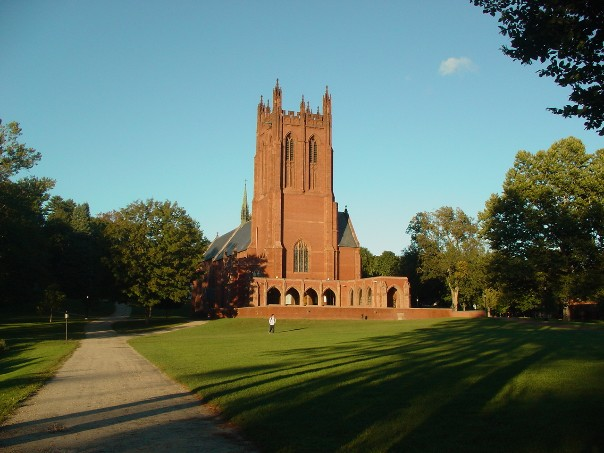
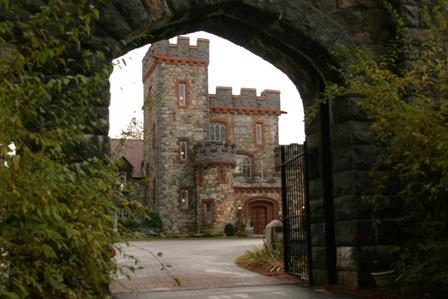
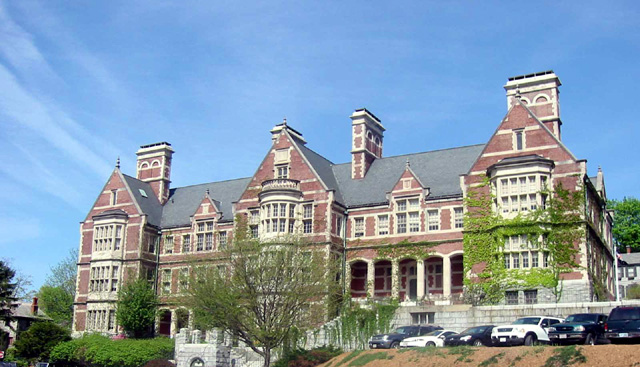
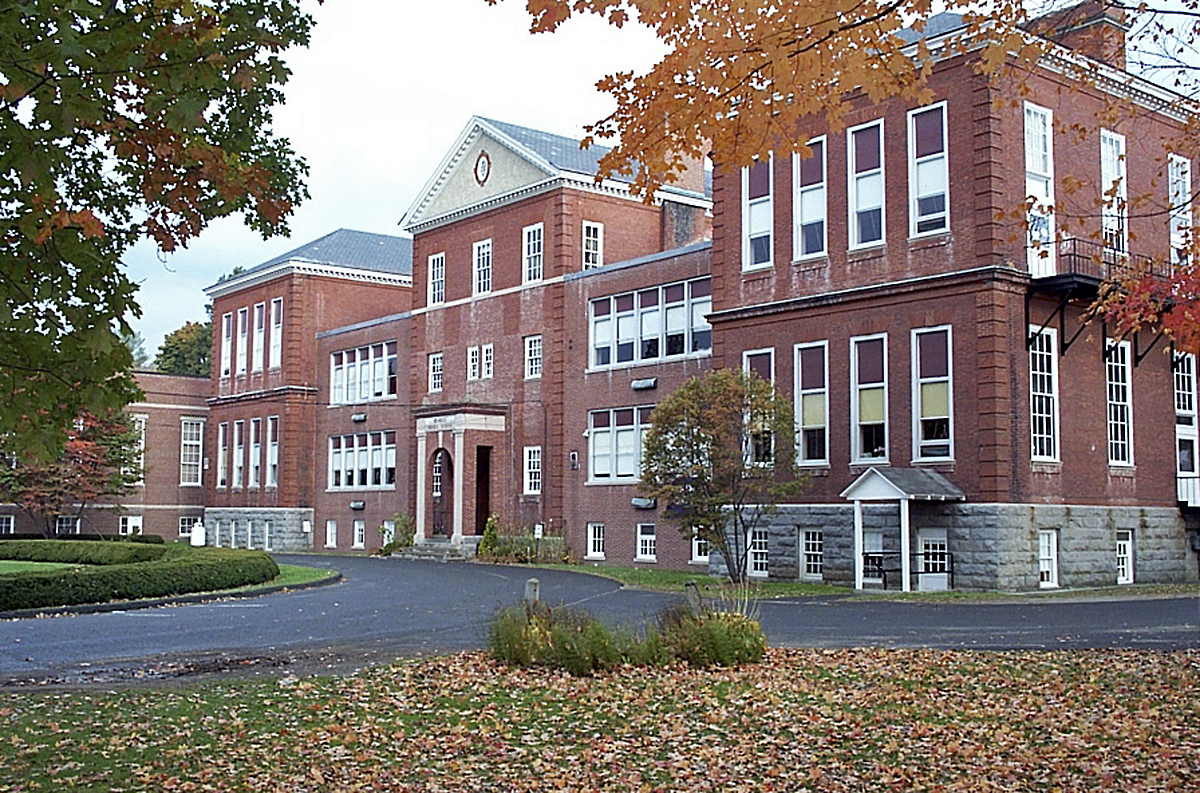